# 河野淳吾
河野 淳吾（こうの じゅんご、1982年7月9日 - ）は、神奈川県足柄下郡湯河原町出身の競輪選手、元プロサッカー選手。日本競輪選手会神奈川支部に所属。

## 人物
日本プロサッカーリーグ（Jリーグ）でプレーした元プロサッカー選手としては初の競輪選手。
サッカー選手時代は、空中戦と1対1に強いセンターバック。
河野水軍の子孫。実弟に河野直人。

## 来歴

### サッカー選手として
地元の湯河原サッカースポーツ少年団でサッカーを始める。中学から隣県の静岡県に越境入学し、1995年に東海大第一中学、1998年に清水商業高校へと進学する。高校同期に小林大悟、佐野裕哉、秋本倫孝ら。2000年高校3年時には全日本ユース選手権で優勝を果たす。
2001年、サンフレッチェ広島に入団、同期に林卓人、トゥーリオ（現・田中マルクス闘莉王）、西嶋弘之、梅田直哉、李漢宰。広島での公式戦試合出場は、ナビスコ杯に2試合出場に留まった。
2003年、Jサテライトリーグでプレーしていた時にピエール・リトバルスキーの目に留まり、同年6月に横浜FCへ期限付き移籍 し、本来のDFだけでなく、MFやFWでも起用され、ポジションを問わずユーティリティに使われ続けた。7月26日の第24節大宮アルディージャ戦では前半1分に退場処分になった菅野孝憲の代わりに89分間GKのポジションを務めた。
翌2004年も移籍期間を延長して横浜FCに在籍するも、なかなか出番の無い時期が続いていた。しかしリーグ終盤の4試合にフル出場するなど貴重な戦力として活躍、翌2005年に横浜FCに完全移籍した。
2006年、水戸ホーリーホックに期限付き移籍した。「水戸ナチオ」と呼ばれた水戸の硬い守備陣の中でリーダーとして活躍した。
2007年、徳島ヴォルティスへ完全移籍し 主力として活躍したが、同年6月16日対コンサドーレ札幌戦の時にダヴィとの激突（河野からボールを取りに行き、河野がファールの判定を受けた）により右足下腿骨骨折（開放性骨折）により離脱する。復帰が大幅にズレこみ懸命にリハビリを続け2008年11月に復帰する も、以前のプレーが出来ないことから同シーズン終了後現役を引退した。

### 競輪選手として
2009年、地元の神奈川県に戻って競輪への転向を目指し、同県の競輪選手である高木隆弘の元へ住み込みで弟子入りした。
同年7月17日、日本競輪学校第99期一般入学試験（適性試験）に合格した。同年11月25日入学。2010年10月15日、同校を卒業。在校競走成績は74戦1勝で第44位。
同年11月1日付で競輪選手登録された。
2011年1月5日、小田原競輪場でデビューし6着。2012年2月12日、京都向日町競輪場で初勝利を挙げた。

## 個人成績

### サッカー
| 国内大会個人成績 | 国内大会個人成績 | 国内大会個人成績 | 国内大会個人成績 | 国内大会個人成績 | 国内大会個人成績 | 国内大会個人成績 | 国内大会個人成績 | 国内大会個人成績 | 国内大会個人成績 | 国内大会個人成績 | 国内大会個人成績 |
| 年度             | クラブ           | 背番号           | リーグ           | リーグ戦         | リーグ戦         | リーグ杯         | リーグ杯         | オープン杯       | オープン杯       | 期間通算         | 期間通算         |
| 年度             | クラブ           | 背番号           | リーグ           | 出場             | 得点             | 出場             | 得点             | 出場             | 得点             | 出場             | 得点             |
| 日本             | 日本             | 日本             | 日本             | リーグ戦         | リーグ戦         | リーグ杯         | リーグ杯         | 天皇杯           | 天皇杯           | 期間通算         | 期間通算         |
| ---------------- | ---------------- | ---------------- | ---------------- | ---------------- | ---------------- | ---------------- | ---------------- | ---------------- | ---------------- | ---------------- | ---------------- |
| 2001             | 広島             | 22               | J1               | 0                | 0                | 0                | 0                | 0                | 0                | 0                | 0                |
| 2002             | 広島             | 22               | J1               | 0                | 0                | 2                | 0                | 0                | 0                | 2                | 0                |
| 2003             | 広島             | 22               | J2               | 0                | 0                | -                | -                | -                | -                | 0                | 0                |
| 2003             | 横浜FC           | 27               | J2               | 22               | 1                | -                | -                | 3                | 0                | 25               | 1                |
| 2004             | 横浜FC           | 14               | J2               | 18               | 0                | -                | -                | 2                | 0                | 20               | 0                |
| 2005             | 横浜FC           | 14               | J2               | 19               | 2                | -                | -                | 0                | 0                | 19               | 2                |
| 2006             | 水戸             | 4                | J2               | 40               | 2                | -                | -                | 0                | 0                | 40               | 2                |
| 2007             | 徳島             | 2                | J2               | 20               | 1                | -                | -                | 0                | 0                | 20               | 1                |
| 2008             | 徳島             | 2                | J2               | 2                | 0                | -                | -                | 0                | 0                | 2                | 0                |
| 通算             | 日本             | 日本             | J1               | 0                | 0                | 2                | 0                | 0                | 0                | 2                | 0                |
| 通算             | 日本             | 日本             | J2               | 121              | 6                | -                | -                | 5                | 0                | 126              | 6                |
| 総通算           | 総通算           | 総通算           | 総通算           | 121              | 6                | 2                | 0                | 5                | 0                | 128              | 6                |

- 公式戦初出場 - 2002年5月6日 ナビスコカップ第4節対浦和レッドダイヤモンズ戦（駒場）
  - 68分沢田謙太郎に代わり途中出場、83分警告、89分警告2回で退場
- Jリーグ初出場 - 2003年7月2日 J2 第21節 対アビスパ福岡戦（三ツ沢）
- Jリーグ初得点 - 2003年10月11日 J2 第38節 対水戸ホーリーホック戦（三ツ沢）

## 参考資料
- 河野淳吾/競輪 「走る場所をピッチからバンクへ」 - NUMBER